# Loggia degli Agli
La loggia degli Agli è stata un edificio civile del centro storico di Firenze, situata originariamente tra la via degli Agli (oggi via de' Vecchietti nel tratto davanti a palazzo Ricci Altoviti) e la scomparsa piazza degli Agli, angolo sud-est. Fu demolita verso il 1893 durante il Risanamento di Firenze. Al suo posto sorse, in posizione più arretrata in modo da allargare la strada, il palazzo Vieusseux.

## Storia e descrizione
La loggia si trovava tra i numerosi possedimenti della famiglia degli Agli in questa zona, da entrambi i lati della strada e della piazza che portava il loro nome, di cui oggi resta solo la torre inglobata in palazzo Ricci Altoviti e la breve via degli Agli, intitolata a fine Ottocento al margine di quella che fu la loro zona.
La loggia risaliva al XIV secolo e fu "una delle più belle e frequentate" di Firenze. Nel 1705, all'estinzione del ramo fiorentino degli Agli, tutte le proprietà passarono alla famiglia Ricci. Poco dopo la loggia venne chiusa e trasformata in edificio civile, ma vi venne apposta una lapide commemorativa, trascritta dal Bigazzi:
A PERPETVA CONSERVAZIONE

DEL CHIARO NOME, E ILLVSTRE

DELL'ANTICA NOBILE E GENEROSA FAMIGLIA DEGL’AGLI

NEL RECINTO DEL PRIMO CERCHIO

DI QVESTA SERENISSIMA PATRIA

OV ELLA VN TEMPO ABITO. GRANDE PER VOMINI E P FAMA

LA FAMIGA DE RICCI DEL Q. SEN.RE PIER FRANC.O AL F.TE ALESSAN.O

IN TESTIMONIO DI SVA ANTICA ALLEANZA,

COSTANTE AMICIZIA, E DEVOTA RICONOSCENZA

PER LE CASE, PIAZZA E LOGGIA

A LEI DONATE, E RACCOMANDATE

POSE LA PRESENTE MEMORIA L'A.O DI N.S. MDCCVI

DEL PONTIF.TO DI P. CLEM. XI IL VI

DEL REGNO DELL' ALT. R. DI COS. III GRANDVCA IL XXXVI.

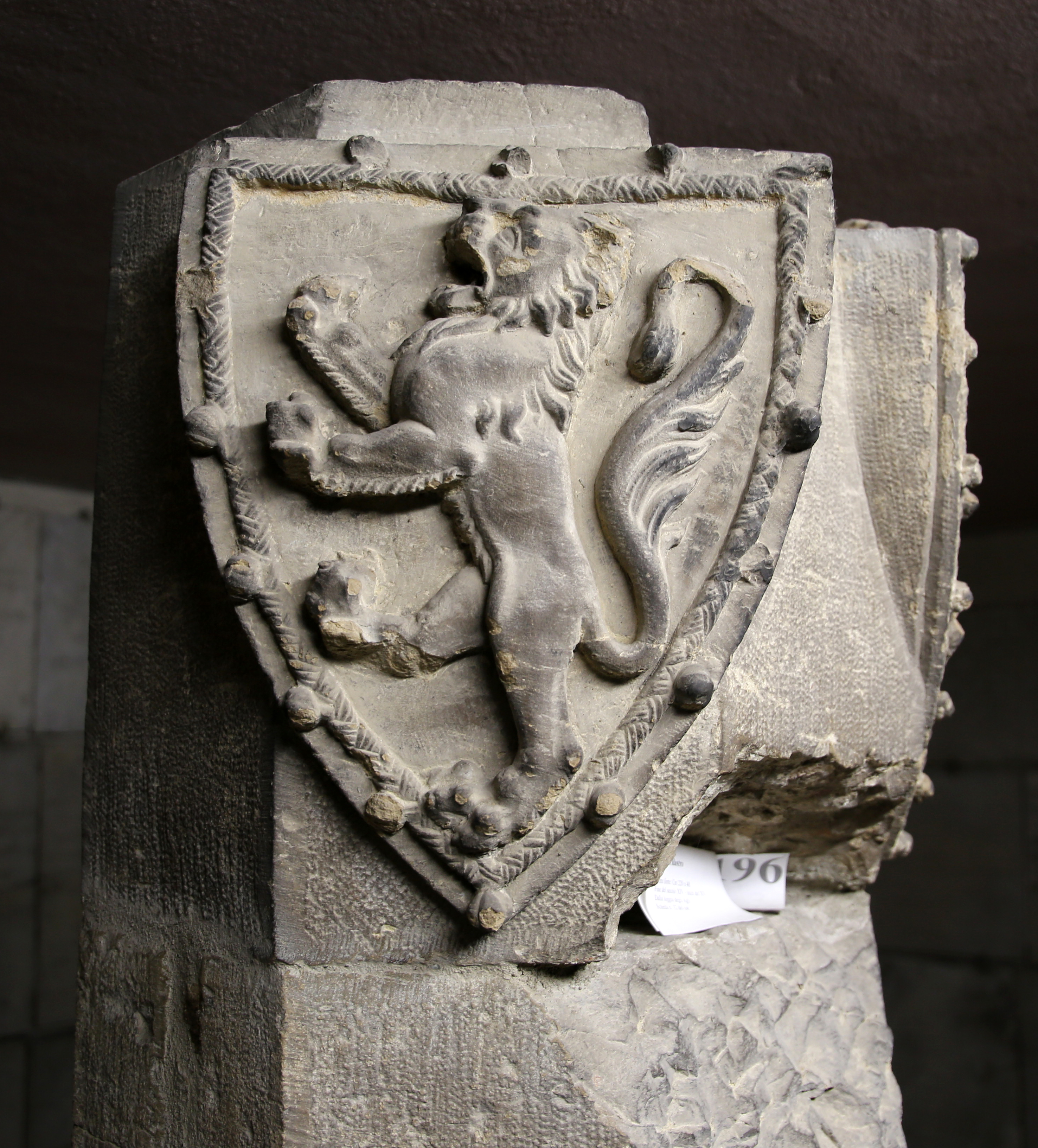
Stemma Agli sul pilastro, oggi nel Museo di San Marco

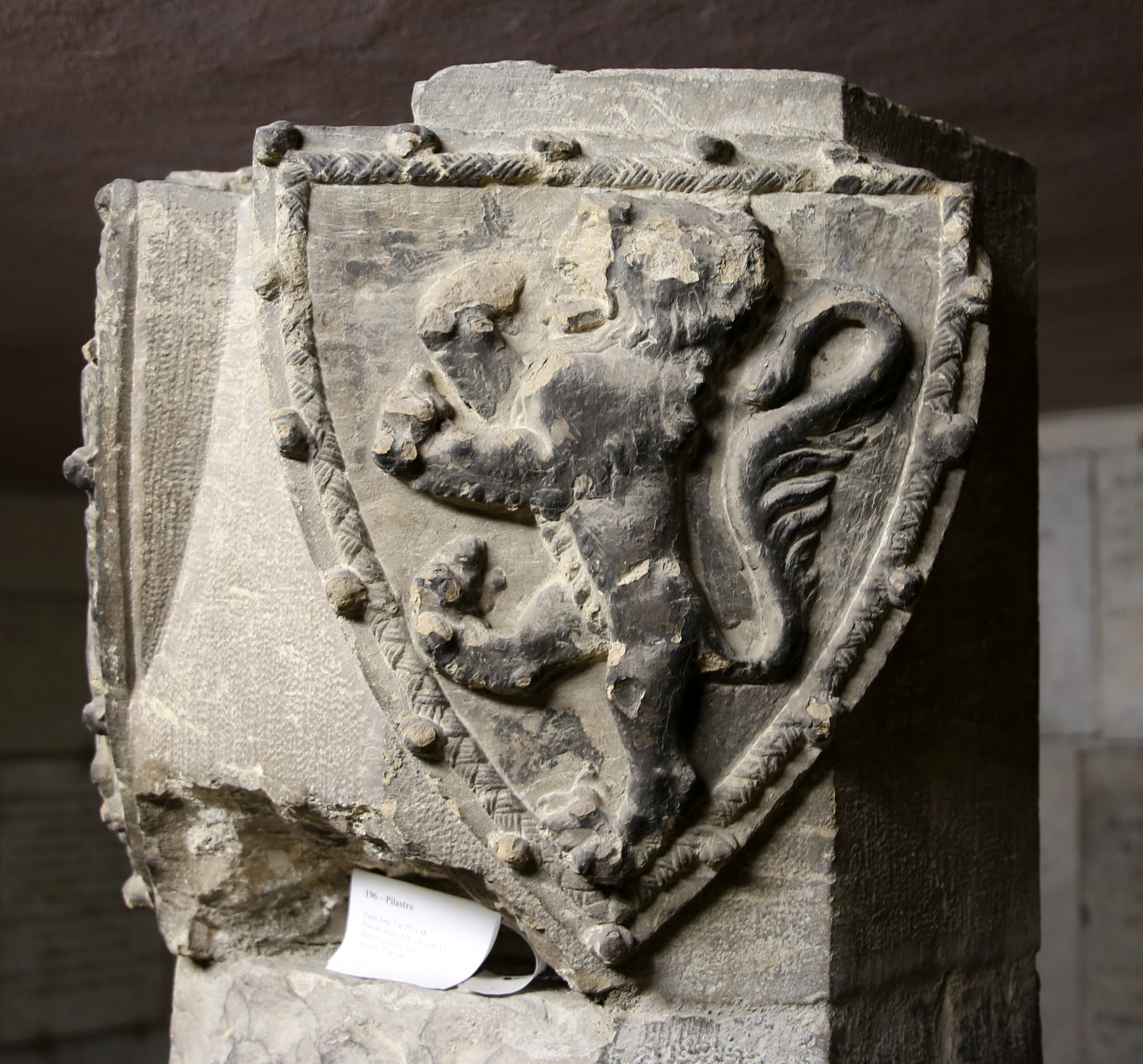
Stemma Agli sul pilastro, oggi nel Museo di San Marco

Al tempo delle demolizioni (1893 circa) la loggia era una latrina pubblica, caso analogo a quello della loggia dei Peruzzi, ma un cartiglio ne ricordava l'antica origine. Affiorava appena il pilastro d'angolo, che una volta liberato dalla muratura mostrò una fattura finissima. Si trattava di un pilastro ottagonale in pietraforte, poggiante su un muretto alto circa un metro dal manto stradale, con un capitello a quattro facce in cui, su quelle esterne, era scolpito lo stemma degli Agli probabilmente in origine policromo (d'oro, al leone di rosso; con la bordura d'azzurro caricata di una corda d'agli d'argento). Il pilastro si trova oggi nei depositi del Museo di San Marco.
Non si trovò invece traccia delle volte, che probabilmente erano state a crociera, perché distrutte durante le successive manomissioni.

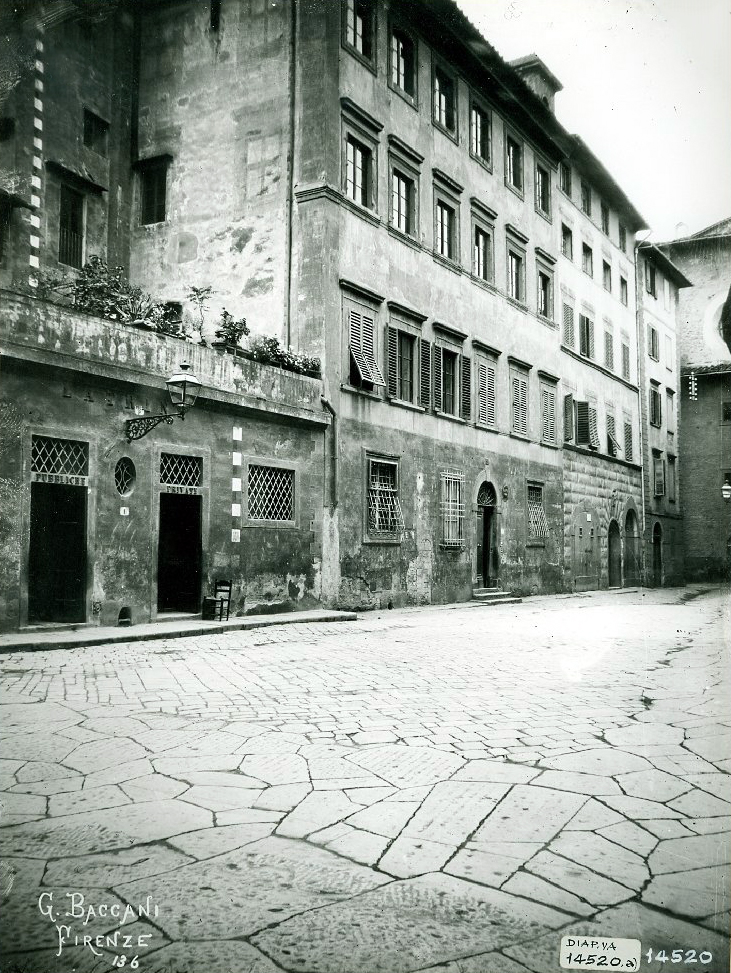
Piazza degli Agli (a sinistra si vede l'edificio della loggia degli Agli con l'insegna "Latrina")
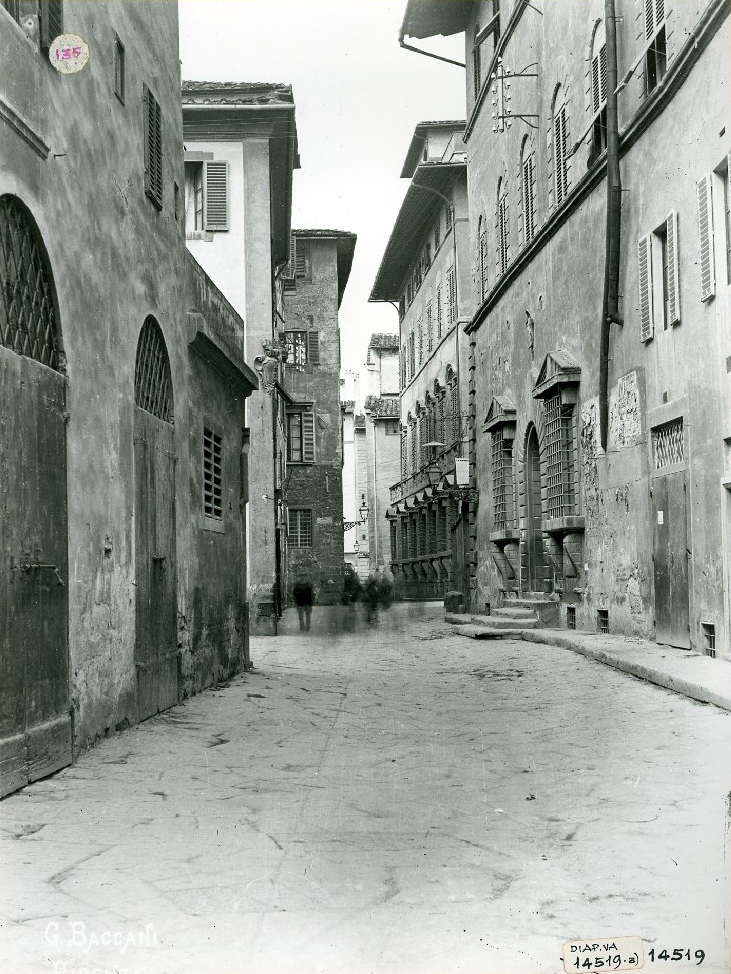
Via degli Agli (a sinistra in primo piano un lato dell'edificio della loggia; a destra il palazzo Ricci Altoviti)
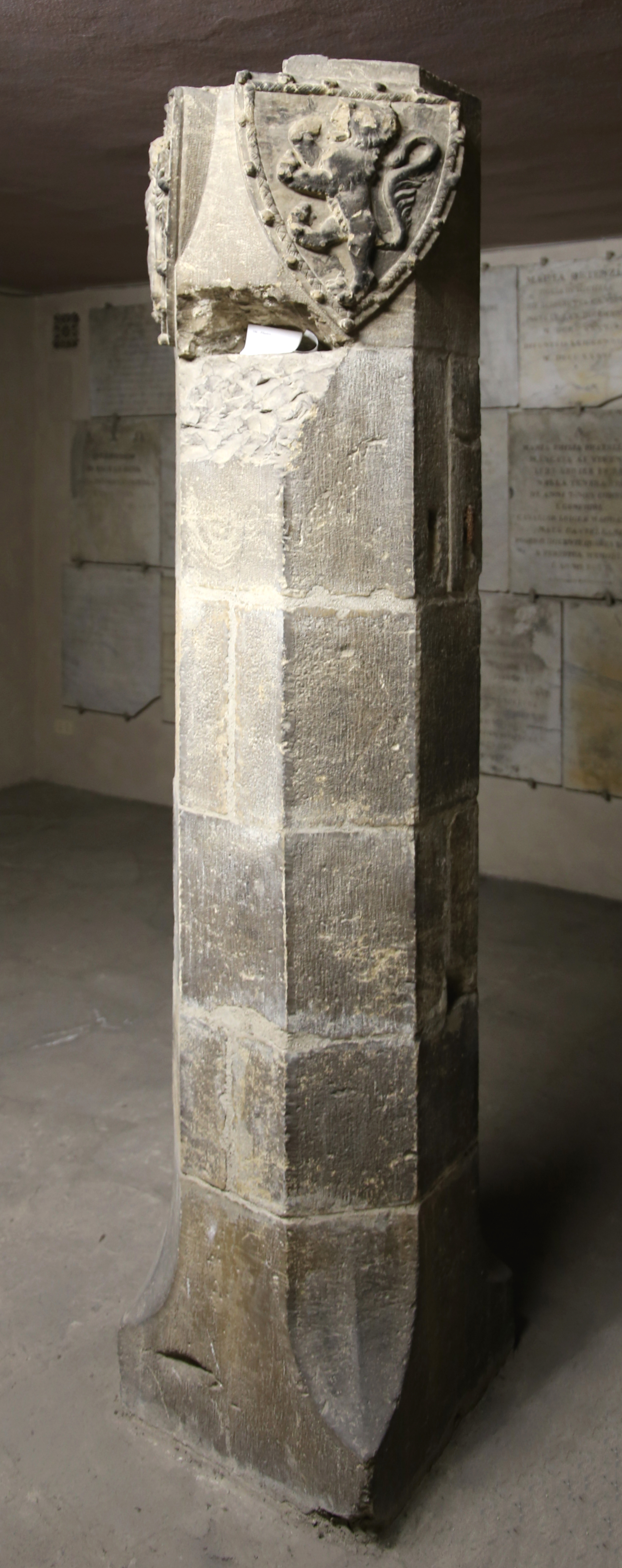
Il pilastro della loggia, nel Museo di San Marco